# Cases al carrer de Gibraltar (Premià de Mar)
Les Cases al carrer de Gibraltar és una obra de Premià de Mar (Maresme) inclosa a l'Inventari del Patrimoni Arquitectònic de Catalunya.

## Descripció
Es tracta d'un conjunt de cases de planta i dos pisos, molt a prop de l'església de Sant Cristòfol. La façana està arrebossada de color blanc i les finestres i portes són decorades amb rajoles blaves i blanques com moltes cases de l'Amèrica tropical. Probablement aquestes cases, l'estil de les quals s'escampa per moltes poblacions de la costa del Maresme i de Girona, pertanyien als indians que s'instal·laren a la vila nadiua després de fer fortuna a ultramar a mitjans de segle xix.